# MyStromer
 (janvier 2023).
myStromer AG, basé à Oberwangen dans le canton de Berne, est un fabricant suisse de speed bikes (vélos à assistance électrique de la marque Stromer avec une vitesse allant jusqu'à 45 km/h).

## Histoire
Thomas Binggeli a fondé myStomer AG en 2010, un an après avoir développé un speed bike, le Stromer V1. En 2011, le ST1 a été lancé en tant que VAE rapide avec une batterie intégrée dans le cadre et avec le moteur dans la roue arrière. La même année, la société suisse BMC Switzerland a repris myStromer AG et les ventes ont été étendues à l'Europe et aux États-Unis.
En 2013, le siège social actuel a été inauguré à Oberwangen, près de Berne.
Le modèle ST2, présenté en 2014, était le premier vélo électrique pouvant être connecté à un smartphone via la plateforme Web OMNI.
En 2017, myStromer AG et BMC Switzerland sont redevenus indépendants et un nouveau conseil d'administration est nommé.
Dans le courant de l'année 2018, le ST5 est présenté et le montage des différents modèles est entièrement effectué en Suisse.
Naxicap Partners reprend Stromer en 2021, pour viser de nouveaux marchés.
Durant l'année 2022, Stromer s'associe à Desiknio s'associent pour élargir sa gamme.

## Innovations
Les caractéristiques spéciales incluent la protection antivol avec un antidémarrage ainsi que la télémétrie et le freinage régénératif.
En 2020, Stromer et Blubrake présentent le ST5 ABS, dans lequel le système de freinage antiblocage est entièrement intégré au cadre.

## Modèles
| Modèle      | Moteur                | Puissance | Couple | Batterie                  | Autonomie (max) | Connectivité         |
| ----------- | --------------------- | --------- | ------ | ------------------------- | --------------- | -------------------- |
| Stromer ST1 | Stromer CYRO Drive II | 670 W     | 35 Nm  | BQ618 \| 48 V \| 618 Wh   | 120 km          | Bluetooth            |
| Stromer ST2 | Stromer CYRO Drive IG | 750 W     | 40 Nm  | BQ618 \| 48 V \| 618 Wh   | 120 km          | 3G - Bluetooth - GPS |
| Stromer ST3 | SYNO Drive II         | 830 W     | 44 Nm  | BQ814 \| 48 V \| 814 Wh   | 150 km          | 3G - Bluetooth - GPS |
| Stromer ST5 | SYNO Sport            | 850 W     | 48 Nm  | BQ983 \| 48 V \| 983 Wh   | 180 km          | 4G - Bluetooth - GPS |
| Stromer ST7 | SYNO Sport II         | 940 W     | 52 Nm  | BQ1440 \| 48 V \| 1440 Wh | 260 km          | 4G - Bluetooth - GPS |

Certains modèles ont bénéficié d'améliorations et de mises à jour techniques depuis leur sortie initiale.

## Récompenses notables
- 2014 : Red Dot Design Award[10]
- 2014 : Eurobike Gold Award[11]
- 2015 : IF Design Award, catégorie "Product"[12]
- 2020 : Red Dot Design Award[13]
- 2020 : Design & Innovation Award, catégorie "Urban"[14]
- 2020 : German Brand Award, gagnant catégorie "Excellent Brands" & "Transport and Mobility"[15]
- 2020 : German Brand Award, mention spéciale "Excellent Brands" & "Brand Innovation of the Year"[16]